# Замбія (цар)
Замбія — цар Ісіна.

## Правління
Походження Замбії наразі не з'ясовано.
1836 року до н. е. в союзі з Еламом та Вавилоном виступив проти царя Ларси Сін-ікішама та відвоював у нього Ніппур, але вже 1835 року володарем священного міста став правитель Ларси Ціллі-Адад.